# Geschiedenis van Mexico (1821-1855)
Dit artikel behandelt de geschiedenis van Mexico van 1821 en 1855, van het einde van de Mexicaanse Onafhankelijkheidsoorlog tot de Revolutie van Ayutla. Deze periode wordt gekenmerkt door grote politieke instabiliteit en het verlies van de helft van het Mexicaanse grondgebied.

## Van Keizerrijk naar Republiek

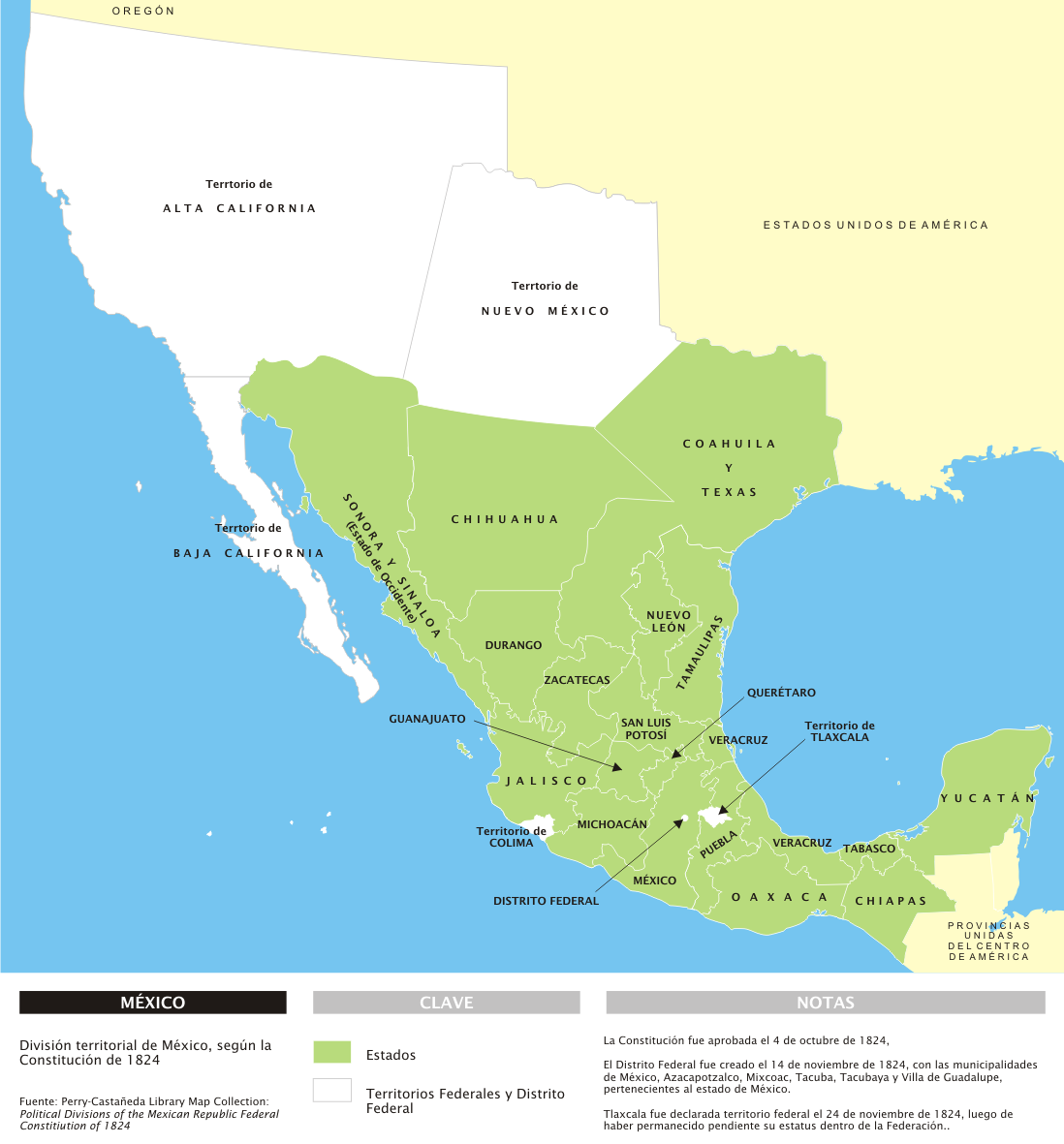
Territoriale indeling van Mexico volgens de grondwet van 1824

Volgens het Plan van Iguala, het document waarop de Mexicaanse onafhankelijkheid was gebaseerd, zou koning Ferdinand VII van Spanje keizer van Mexico moeten worden. Als Ferdinand zou weigeren, wat uiteindelijk gebeurde, zou er een andere Europese vorst worden gezocht. Ook dit werd geen succes, waardoor in 1822 Agustín de Iturbide, een van de opstellers van het Plan van Iguala tot keizer gekroond. Hoewel volgens het plan van Iguala Mexico een constitutionele monarchie zou moeten worden, trok Iturbide zich daar weinig van aan. Hij liet het congres sluiten, en regeerde als een absoluut monarch. Guadalupe Victoria en Vicente Guerrero, voormalige medestanders van Iturbide, stelden samen met Antonio López de Santa Anna het Plan van Casa Mata op, waarin ze opriepen tot de afschaffing van de monarchie. Veel lokale leiders sloten zich hierbij aan waardoor Iturbide besloot af te treden en naar Europa te vluchten. Zo kwam er al na twee jaar een einde aan het Eerste Mexicaanse Keizerrijk. In 1824 keerde Iturbide terug naar Mexico, doch werd gelijk ter dood gebracht.

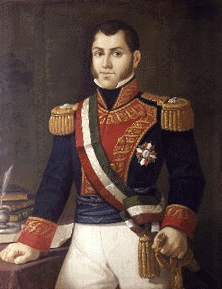
Guadalupe Victoria, de eerste president van Mexico

Intussen was er een tijdelijke regering gevormd, waarin onder andere Victoria, Guerrero en Nicolás Bravo zitting hadden. In 1824 kwamen zij met een nieuwe grondwet, volgens welke Mexico een federale republiek werd, bestaande uit 19 staten, en waarin de meeste burgerlijke vrijheden (behalve godsdienstvrijheid) erkend werden. Guadalupe Victoria werd op 10 oktober 1824 unaniem als eerste president van Mexico gekozen.
De jonge republiek stond er niet goed voor. Mexico zat in een zware economische crisis. Iturbides grillen hadden de schatkist leeg gemaakt, de handel en mijnbouw waren in verval geraakt, en Victoria gaf meer uit aan militaire zaken dan het land kon opbrengen. De Verenigde Staten van Centraal-Amerika hadden zich na de val van het keizerrijk van Mexico afgescheiden en bovendien had er in Spanje een regeringswisseling plaatsgevonden, en werd de Mexicaanse onafhankelijkheid niet langer erkend. Het fort San Juan de Ulúa in de haven van Vera Cruz was nog altijd in Spaanse handen, tot het in 1825 door de Mexicanen werd ingenomen. In 1829 landde een Spaans legertje in Tampico om een poging te doen Mexico te heroveren. Al snel kregen de Spanjaarden last van tropische ziekten en Santa Anna kon hen vrij eenvoudig verslaan, waardoor de Mexicaanse onafhankelijkheid definitief erkend werd.

## Centralisten tegen Federalen
Na de verkiezing van Manuel Gómez Pedraza in 1829 als opvolger van Victoria braken er opstanden uit van radicale liberalen, die Gómez Pedraza te gematigd vonden. De rebellen lieten Victoria zijn termijn uitzitten maar wisten te voorkomen dat Gómez Pedraza werd ingehuldigd, en poneerden Guerrero als president. Toen Guerrero eropuit trok om een opstand de kop in te drukken namen de conservatieven hun kans waar en pleegden een staatsgreep. De conservatieve leider Anastasio Bustamante vestigde een dictatuur en poogde het federale systeem te vervangen door een centralistisch systeem. Guerrero en zijn aanhangers gaven zich niet gewonnen en kwamen in opstand tegen Bustamante, in de zogenaamde Oorlog van het Zuiden. In 1831 kwam Guerrero hierbij om het leven, wat de publieke opinie tegen Bustamante liet keren. Santa Anna voegde zich hierna bij de liberalen, en in 1832 werd Bustamante verdreven. Gómez Pedraza werd alsnog president en zat de rest van zijn termijn uit.
Santa Anna werd in 1833 tot president gekozen, maar liet de meeste van zijn regeringstaken over aan de liberaal Valentín Gómez Farías. Gómez Farías poogde een einde te maken aan de corruptie, waardoor hij veel invloedrijke personen tegen zich keerde. Ook poogde hij een einde te maken aan de voorrechten van de Rooms-Katholieke Kerk, waarmee hij zich de woede van de katholieken op de hals haalde. Santa Anna sloot zich hierbij aan en verdreef Gómez Farías (1833). Hij riep zichzelf nu uit tot president, schortte de grondwet op en voerde een centralistisch bestuur in. Verschillende staten kwamen hiertegen in opstand, waaronder Zacatecas en Coahuila y Tejas. Santa Anna trok eerst naar Zacatecas, waar hij de rebellen versloeg en de hoofdstad liet plunderen. Vervolgens trok hij naar Texas, alwaar hij eerst de befaamde slag om de Alamo wist te winnen. Het bloedbad dat hij hier aanrichtte zorgde ervoor dat de Texanen zich als één man achter de opstandelingen schaarden. In de slag bij San Jacinto werd Santa Anna verslagen en gevangengenomen, en zag hij zich genoopt de onafhankelijkheid van Texas te erkennen.
Bustamante maakte van de afwezigheid van Santa Anna gebruikt om zichzelf weer tot president uit te roepen en een dictatuur te vestigen. Bustamante voerde een nieuwe centralistische en conservatieve grondwet in, de zogenaamde Zeven Wetten. Wederom verklaarden meerdere staten zich onafhankelijk, waaronder de Republiek Yucatán en de Republiek van de Rio Grande, die beiden echter weer onder Mexicaans bestuur werden gebracht. In 1838 verklaarde Frankrijk de oorlog aan Mexico om achterstallige schulden op te eisen. Aangezien de aanleiding van deze oorlog de vernieling van een Franse banketbakkerij door muitende soldaten was, werd deze oorlog schertsend de gebakoorlog genoemd. Santa Anna slaagde erin deze invasie af te slaan, waardoor hij zich weer een machtspositie wist te verwerven. In 1841 schoof hij Bustamante opzij, en werd voor de derde keer president. Dit keer duurde zijn presidentschap tot 1844, toen hij besloot af te treden en te vluchten nadat zijn tegenstanders dreigden met een burgeroorlog. Hierna volgde staatsgreep na staatsgreep elkaar op, en regeerde geen enkele president langer dan een paar maanden

## Oorlog met de Verenigde Staten
Zie ook hoofdartikel Mexicaans-Amerikaanse Oorlog

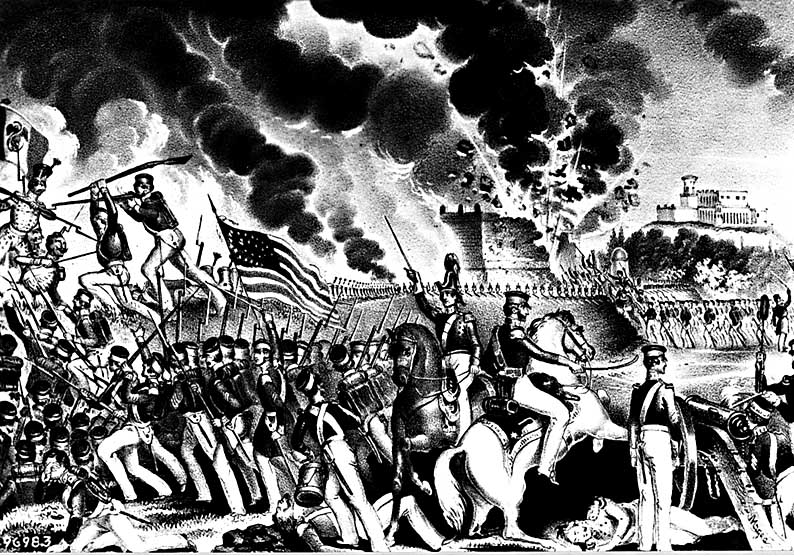
De slag bij Molino del Rey

Terwijl Mexico vrijwel in een staat van anarchie verkeerde, werd in 1845 Texas geannexeerd door de Verenigde Staten, en er brak er onenigheid uit over de grens Mexico en de VS. Traditioneel was de zuidgrens van Texas de Nueces, maar de Texanen en Amerikanen claimden de Rio Grande (Río Bravo) als grens. De Verenigde Staten hadden hun ogen al laten vallen op het noordelijke gebied van Mexico en hadden meerdere keren vergeefs geprobeerd dit gebied van Mexico te kopen. Toen er in 1846 een schermutseling plaatsvond in een gebied dat zowel door Mexico als de VS werd geclaimd, verklaarden de Verenigde Staten de oorlog aan Mexico.
Het Mexicaanse leger bleek niet opgewassen tegen de Amerikanen, en de Verenigde Staten wisten snel Californië en New Mexico te veroveren. De Mexicanen weigerden zich echter over te geven, dus Amerikaanse troepen onder leiding van Winfield Scott landden bij Vera Cruz, waarna ze richting Mexico-Stad opmarcheerden. Bij Mexico-Stad kwam het tot een serie veldslagen, waarbij de Amerikanen keer op keer Santa Anna, die zich intussen weer tot president had uitgeroepen, wisten te verslaan. Op 13 september 1847 werd na de Slag om Chapultepec het laatste verzet gebroken. In januari 1848 werd de Vrede van Guadalupe Hidalgo getekend, waarbij Mexico een derde van haar grondgebied aan de Verenigde Staten moest afstaan.

## De laatste jaren van Santa Anna

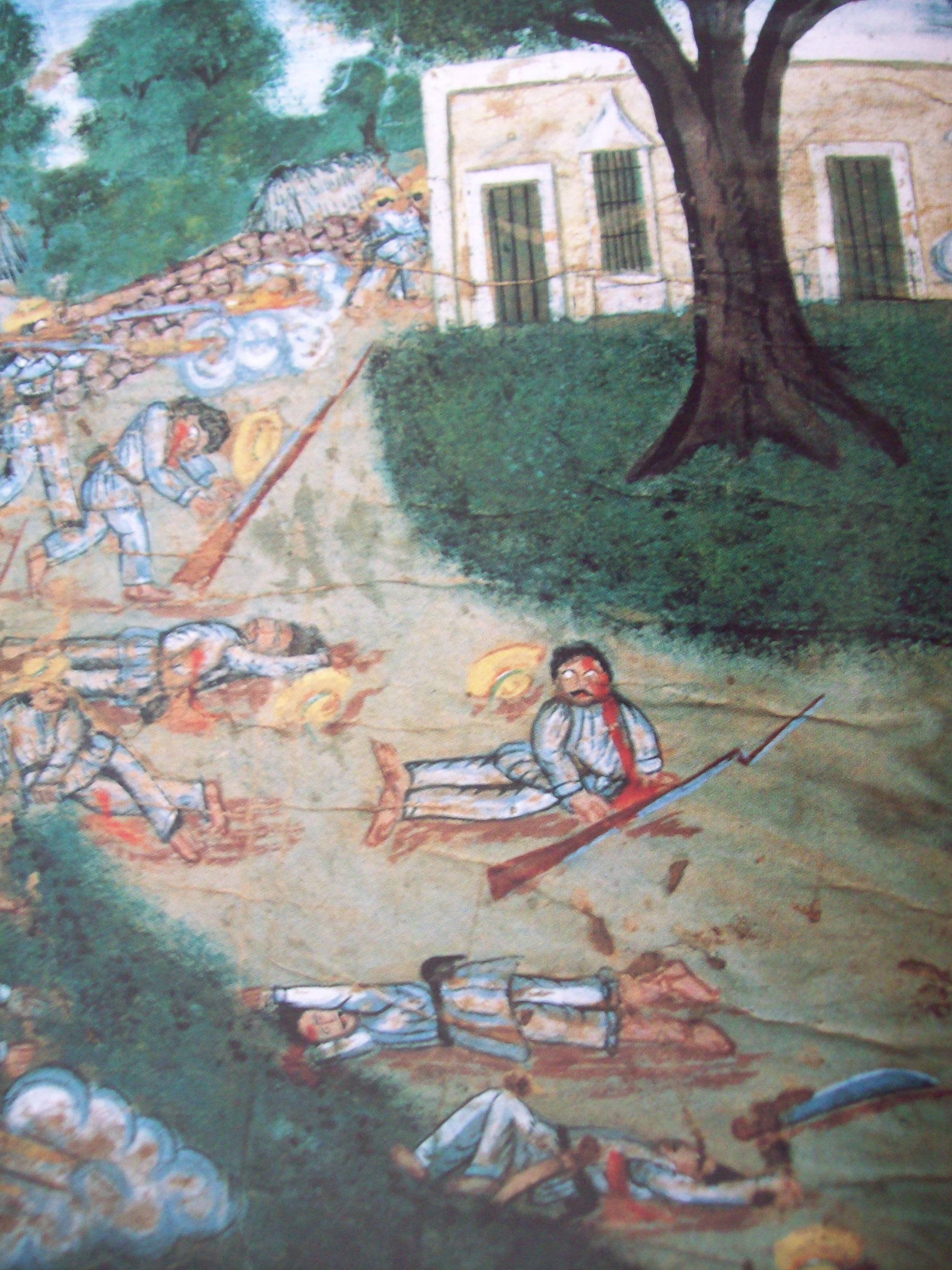
De kastenoorlog

Na de oorlog werd de grondwet van 1824 in ere hersteld en werd José Joaquín de Herrera tot president gekozen, die zowaar zijn termijn kon uitzitten en werd opgevolgd door Mariano Arista. De aanhangers van Santa Anna verzetten zich echter tegen Arista, die in 1853 werd omvergeworpen. Santa Anna vestigde voor de zevende keer zijn presidentschap. Hij stelde de grondwet buiten werking, en voerde wederom een centralistisch systeem door. Hij benoemde zichzelf tot president voor het leven en liet zich aanspreken met 'zeer doorluchtige hoogheid'. Toen hij in december 1853 een stuk grond aan de Verenigde Staten verkocht om zijn levensstijl te kunnen financieren (de Gadsdenaankoop) verloor Santa Anna alle steun.
Mexico had er nog nooit zo slecht voorgestaan. Alle optimisme uit de tijd na de onafhankelijkheid was verdwenen. De beloften van gelijkheid voor alle bevolkingsgroepen was niet waargemaakt. In feite hadden de Spaanse peninsulares slechts plaatsgemaakt voor de creolen. De creoolse elite bestond grotendeels uit militairen die in de onafhankelijkheidsoorlog hun sporen hadden verdiend en daarna hun macht niet meer wilde afstaan. Hoewel de meeste staatsgrepen en opstanden gepaard gingen met een ideologische proclamatie, ging het vrijwel altijd om persoonlijke machtwellust van de caudillos, Santa Anna voorop. Nadat Santa Anna in zijn laatste regeringsjaar een kaart voorgelegd kreeg waarin het grondgebied dat Mexico had verloren werd afgebeeld barstte hij in tranen uit. In Centraal-Mexico vochten Indianen tegen grootgrondbezitters, Apachen vielen vanuit het noorden steeds verder Mexico binnen, in Yucatán was de Kastenoorlog uitgebroken die leidde tot bloedbaden van genocidale proporties en de Verenigde Staten leken elk moment opnieuw een deel van Mexico te kunnen veroveren. Een groot deel van de Mexicaanse elite was er begin jaren 50 van overtuigd dat Mexico weldra zou ophouden te bestaan. Als het niet door de Verenigde Staten zou worden geannexeerd, zou het waarschijnlijk uiteenvallen in kleine onafhankelijke gebieden.
In 1854 proclameerde kolonel Florencio Villarreal in het plaatsje Ayutla het Plan van Ayutla, waarin hij zich uitsprak tegen Santa Anna, en een terugkeer naar de democratie eiste. Liberale leiders uit het hele land sloten zich hierbij aan, zodat Santa Anna in 1855 voor de laatste keer afstand van de macht moest doen en het land ontvluchtte. De periode na 1855 staat bekend als de Reforma en wordt gekenmerkt door een groot aantal liberale hervormingen. Hoewel deze periode nog steeds instabiel was, waren het nu ten minste twee afgebakende ideologische groepen, conservatieven en liberalen, die elkaar bestreden, en ging het niet meer louter om machtswellustige officieren.